# Batalla de Wittstock
La batalla de Wittstock tuvo lugar durante la guerra de los Treinta Años (1618-1648). Se luchó el 24 de septiembre según el calendario juliano o el 4 de octubre según el calendario gregoriano de 1636. Un ejército aliado sueco bajo el mando de Johan Banér y Alexander Leslie, más tarde primer conde de Leven, derrotó decisivamente a un ejército combinado imperial-sajón, liderado por el conde Melchior von Hatzfeld y el elector sajón Juan Jorge I. Leslie y Banér comandaban dos ejércitos distintos: Banér comandaba el ejército principal sueco (huvudarmén), y Leslie estaba al frente del Ejército del Weser. Entre sus subordinados figuraban el conde sueco y el general de división Lennart Torstenson, el teniente general James King, más tarde el primer Lord Eythin, y el general John Ruthven, que por lo general se confunde erróneamente con su tío Patrick Ruthven, que también era teniente general en el ejército sueco pero que no estuvo presente en Wittstock. [1]

## Antecedentes
El emperador del Sacro Imperio Romano Germánico, con sus aliados sajones y católicos, luchaba por el dominio del norte de Alemania contra los suecos y una alianza de príncipes protestantes opuestos a la hegemonía de los Habsburgo. Los suecos también se aliaron con los franceses, pero estos últimos no participaron en la batalla. El ejército principal imperial estaba siguiendo al ejército sueco detrás del Elba, mientras que un ejército más pequeño bajo el mando del general Klitzing invadiría Brandeburgo. Al mariscal de campo Johan Banér, al mando del ejército sueco principal, se le unió el mariscal de campo Alexander Leslie al frente del Ejército del Weser, que incluía regimientos alemanes, escoceses y, por lo menos, uno inglés. Juntos cruzaron el Elba con una marcha rápida y se encontraron con sus oponentes en un paisaje montañoso y boscoso, ligeramente al sur de Wittstock.
El ejército imperial era mayor en fuerza que el ejército sueco, pero al menos un tercio de él estaba compuesto por unidades sajonas de calidad cuestionable. La artillería sueca era considerablemente más fuerte, lo que indujo a los comandantes imperiales a mantener una posición ampliamente defensiva en las cimas de las colinas.

## La batalla

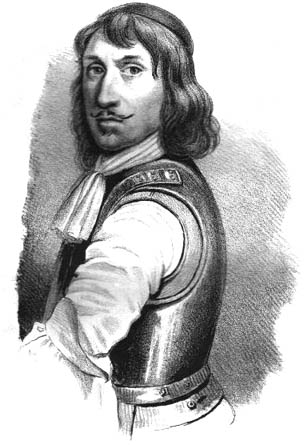
Johan Banér, protagonista indiscutible de la batalla.

Las fuerzas imperiales decidieron esperar a los suecos en una cadena de colinas arenosas, el Scharfenberg. Una parte del frente imperial estaba defendida con seis zanjas y una pared de carros. Sus comandantes esperaron un tiempo para que las tropas suecas aparecieran en los campos abiertos al frente. En cambio, el ejército sueco estaba girando por el flanco izquierdo imperial, moviéndose por detrás con la cobertura de una serie de colinas unidas. Las tropas imperiales se vieron obligadas a volver a desplegar sus líneas para establecer un nuevo frente.
La batalla comenzó por pequeñas fuerzas separadas para asegurar las colinas. Los suecos, bajo el mando de Banér y Leslie, tenían problemas para mover refuerzos a través de un terreno pantanoso y la batalla se libró a lo largo de un amplio frente.
Banéér y Leslie habían separado un cuarto del ejército, bajo el mando del general James King y el general Torsten Stålhandske, para dar un largo rodeo alrededor del flanco derecho imperial. Descubrieron que la travesía era difícil y lenta, lo que causó que las tropas de Banér sufrieran numerosas bajas y comenzaran a retirarse. Alexander Leslie movió cinco de sus regimientos para reforzarlas, por lo que tuvo grandes bajas en el proceso, con los regimientos escoceses e ingleses especialmente maltratados. No obstante, pudieron relevar a Banér a tiempo para que la caballería del Rey flanqueara por fin a las tropas imperiales, lo que provocó una derrota. Con el general Vitzthum en la reserva negándose a involucrar a los imperiales, su papel fue asumido por el mayor general John Ruthven, yerno de Leslie, que había sido desplegado tan solo para tal emergencia. Ahora se veía atacado por dos frentes y con las brigadas de reserva comprometidas.

## Consecuencias
En las cuentas de la batalla conservadas en los «Archivos Nacionales de Suecia», Johan Banér acreditó la victoria al Mariscal de Campo Leslie. Leslie, en su correspondencia personal con el canciller sueco Axel Oxenstierna, estaba claramente horrorizado por las pérdidas sufridas por su ejército y explica que hubo desacuerdo sobre la idoneidad de las tácticas de Banér antes de la batalla. Un tercer informe, elaborado por James King, se ajusta al de Leslie pero también contiene información adicional. Los tres han sido transcritos, traducidos y publicados en inglés. [2] Sin embargo, Wittstock resultó una victoria rotunda para las fuerzas suecas y deshizo cualquier ilusión albergada por los imperialistas de que eran una fuerza agotada después de la batalla anterior de Nördlingen.

## Mapas de la batalla

Ataque sueco inicial y realineamiento imperial
Avance sueco y retirada imperial